# Шелле, Франц
Франц Шелле (нем. Franz Schelle; 17 июня 1929, Ольштадт, Бавария, Германское государство — 23 января 2017, Ольштадт, Бавария, Германия) — западногерманский бобслеист, победитель чемпионата мира по бобслею в Гармиш-Партенкирхене (1962), неоднократный призер чемпионатов мира.

## Спортивная карьера
Представлял спортивный клуб SV Ohlstadt, дважды выигрывал первенство ФРГ в двойках с Отто Гёблем (1960 и 1962) и дважды — в составе четверок (1962 и 1963).
Самым большим успехом в карьере спортсмена стала победа в составе четверки на мировом первенстве Гармиш-Партенкирхене (1962) в заезде четверок. В той же дисциплине становился серебряным призером в Гармиш-Партенкирхене (1958) и дважды — бронзовым: в Санкт-Морице (1955 и 1959). Также завоевал серебро на мировом первенстве в Кортина д’Ампеццо (1960) в заезде двоек.
Дважды участвовал в зимних Олимпийских играх с составе западногерманской четверки: в Кортина д’Ампеццо (1956) был восьмым, а в Инсбруке (1964) — пятым.
Был награжден высшей спортивной наградой ФРГ «Серебряным лавровым листом» (1962). 